# John Edward Robinson
John Edward Robinson (nascido em 27 de dezembro de 1943), também conhecido como The Slave Master,  é um americano que ficou conhecido por ter sido um assassino em série, estelionatário, ladrão, sequestrador e falsificador, foi considerado culpado em 2003 por três assassinatos, sendo que recebeu a sentença de morte por dois deles. Em seguida, ele confessou mais cinco assassinatos, e os investigadores acreditam que possa haver outras vítimas desconhecidas também. Pelo motivo de algumas de suas vítimas terem sido em salas de bate-papo, Robinson foi considerado “o primeiro assassino em série da internet”.

## História
Robinson nasceu em Cicero, Illinois, o terceiro dos cinco filhos de um pai alcoólatra e uma mãe disciplinadora. Em 1957 ele tornou-se um escoteiro, e teria viajado para Londres com um grupo de escoteiros que se apresentaram diante a Rainha Elizabeth II. Mais tarde naquele ano, ele se matriculou no Seminário Preparatório De Quigley, em Chicago, uma escola privada de meninos aspirantes a sacerdotes, mas desistiu depois de um ano, devido a problemas disciplinares. Em 1961, ele se matriculou no “Morton Junior College” em Cicero, para se tornar um técnico em radiologia, mas desistiu depois de 2 anos. Em 1964 ele se mudou para Kansas City e se casou com Nancy Jo Lynch, com quem teve seu primeiro filho, John Jr., em 1965. Em 1967 tiveram uma filha, Kimberly, e em 1971 tiveram Christopher e Christine, gêmeos fraternos.

## Início dos crimes
Robinson foi preso pela primeira vez em Kansas City em 1969, após desviar $ 33.000 do médico Dr. Wallace Graham, onde ele trabalhou como técnico de Raio-X, um trabalho que ele obteve usando credenciais falsificadas. Ele foi condenado a três anos de liberdade condicional. Em 1970, Robinson violou sua liberdade condicional voltando para Chicago sem a permissão de seu oficial de condicional, e aceitou um emprego como vendedor de seguros na RB Jones Company. Em 1971 ele foi preso novamente por peculato em uma empresa, e foi mandado de volta para Kansas City, onde sua liberdade condicional foi estendida. Em 1975, foi prorrogado mais uma vez após uma outra prisão, desta vez sob a acusação de fraude com valores mobiliários, e fraude postal em conexão com uma “Consultoria Média”, uma falsa empresa. Ele havia se formado em Kansas City.
Em 1979, Robinson finalmente concluiu sua liberdade condicional, mas em 1980 foi preso novamente em várias acusações, incluindo fraude e falsificação de cheques, pelo qual atuou 60 dias na prisão em 1982. Após a sua libertação, ele formou uma empresa falsa de hidroponia e enganou um amigo, fraudando 25 mil dólares, no qual a vítima tinha a esperança de receber um retorno de investimento rápido para pagar os cuidados de saúde de sua esposa que estava prestes a morrer. Neste momento, ele teria começado casos com as esposas de seus vizinhos, provocando uma briga com um dos maridos. Ele também alegou ter participado de um culto secreto de sadomasoquismo chamado “Conselho Internacional de Mestres”, e se tornou seu próprio “Mestre dos Escravos”, cujos deveres incluía atrair suas vítimas para encontros, onde seriam torturadas e estupradas por membros do culto.

### Vítimas
- Paula Godfrey:

Em 1984, Paula Godfrey de 18 anos, saiu de casa para trabalhar em uma, de muitas empresas inexistentes de Robinson. Depois de seus pais serem informados que ela estava sendo enviada para um seminário para conseguir sua formação, seus pais chamaram a polícia e apresentaram um relatório de desaparecimento. Poucos dias depois de questionar Robinson sobre o paradeiro de Godfrey eles receberam uma carta escrita por Godfrey. A carta garantiu-lhes que tudo estava bem, e que ela simplesmente não queria entrar em contato com sua família. Sua assinatura estava na parte inferior da carta. O caso foi descartado, como Godfrey era adulta e tinha o direito de desaparecer.
- Lisa Stasi:

Em 1985, Robinson, usando o nome de John Osborne, conheceu Lisa Stasi e sua filha de 4 meses de idade, Tiffany, em um abrigo para mulheres maltratadas, em Kansas City. Ele prometeu a Lisa um emprego em Chicago, um apartamento, e uma creche para o bebê, e pediu-lhe para assinar várias folhas de papeis de carta em branco. Poucos dias depois, Robinson entrou em contato com o irmão e cunhada de Lisa, que não tinham capacidade de adotar um bebê. Ele informou que ele sabia de um bebê cuja mãe havia cometido suicídio. Robinson pediu para eles pagarem uma taxa de US $ 5.500 a um advogado imaginário, Don e Helen Robinson pegaram Tiffany Stasi (cuja identidade foi confirmada por testes de DNA em 2000) e um conjunto de papéis autênticos, parecendo documentos de adoção com assinaturas falsificadas de dois advogados e um juiz. Lisa Stasi nunca mais foi vista novamente.
- Catherine Clampitt:

Em 1987, Catherine Clampitt, de 27 anos, deixou seu filho com seus pais em Wichita Falls, Texas, e se mudou para Kansas City para encontrar emprego. Ela foi contratada por Robinson, que teria prometido a ela, longas viagens e um guarda-roupa novo. Ela desapareceu em junho do mesmo ano. Seu caso de “pessoas desaparecidas” continou aberto.
- Beverly Bonner:

De 1987 a 1993 Robinson foi preso, primeiro em Kansas ( 1987-1991) devido a várias condenações de fraude e, posteriormente, no Missouri, outra condenação de fraude e violações de liberdade condicional. Na prisão “Western Missouri Correctional Facility”, ele conheceu e conquistou Beverly Bonner, de 49 anos, a bibliotecária da prisão, que após a sua libertação deixou o marido e se mudou para Kansas para trabalhar com Robinson. Depois que Robinson fez com que a pensão alimentícia de Bonner fosse encaminhada para uma caixa postal em Kansas, sua família nunca mais ouvi falar dela. Durante vários anos, a mãe de Bonner continuou encaminhando seus cheques, e Robinson continuou recebendo-os.
- Sheila & Debbie Faith:

Até então, Robinson descobriu a internet e começou a acessar salas de bate-papo. Robinson percorria várias redes sociais usando o nome “Slave Master” (Mestre Dos Escravos), buscando mulheres que gostavam de fazer o papel de mulher submissa durante o sexo. A primeira vítima que ele conheceu online foi Sheila Faith, de 45 anos, e sua filha Debbie de 15 anos, que estava de cadeira de rodas. Ele retratou a si mesmo como um homem rico e que iria ajuda-las, pagando a terapia de Debbie e arrumando um emprego para Sheila. Em 1994, Sheila e Debbie se mudaram de Fullerton, California, para Kansas City e imediatamente desapareceram. Robinson recebeu cheques de pensão de Sheila, durante 7 anos.
- Izabela Lewicka:

Gradualmente, Robinson se tornou bem conhecido cada vez mais em salas de de bate-papo de BDSM (expressão de “Bondage, Disciplina, Dominação, Submissão, Sadismo e Masoquismo”). Em 1999, ele ofereceu um emprego para Izabela Lewicka, de 21 anos, imigrante polonêsa que vivia em Indiana. Quando ela se mudou para Kansas City, Robinson ainda casado, deu a ela um anel de noivado e a levou para um município onde eles pagaram por uma licença de casamento, que nunca foi pega. Ainda não estava claro para Lewicka que ela e Robinson se casaram, ela contou aos pais que ela tinha casado, mas nunca disse o nome de seu marido. Ela fez Robinson assinar um contrato que deu controle quase total sobre todos os seus bens, incluindo suas contas bancárias. No verão de 1999 ela desapareceu. Robinson disse a um Web Designer que ela foi pega fumando maconha e foi deportada.
- Suzette Trouten:

Após o desaparecimento de Lewicka, Robinson conheceu uma enfermeira solitária de dia, e praticante de submissão sexual a noite, chamada Suzette Trouten. Ela se mudou de Michigan para Kansas para que eles pudessem viajar juntos pelo mundo. A mãe de Trouten recebeu várias cartas datilografadas, supostamente enviadas enquanto o casal estava no exterior, porém os envelopes foram carimbados com carimbos postais da cidade de Kansas. As letras eram diferentes segundo a mãe de Trouten. Tempos depois, Robinson disse a mãe de Trouten que ela havia fugido com um outro homem após roubar dinheiro dele.

### Prisão e descoberta dos corpos
Como muitos outros assassinos em série, Robinson tornou-se cada vez mais descuidado com o tempo, e fez  um trabalho cada vez mais podre  ao cobrir seus rastros . Em 1999, ele  havia atraído a atenção das autoridades, tanto o Kansas e Missouri, quando o seu nome surgiu em mais e mais pessoas desaparecidas. Robinson foi preso em junho de 2000 em sua fazenda perto de LaCygne, Kansas, depois que uma mulher fez uma queixa de agressão sexual contra ele, e outra mulher, o acusou de roubar seus brinquedos sexuais. A acusação de roubo, finalmente deu aos investigadores a prova que  precisavam para obter mandados de busca. Na fazenda, a força-tarefa encontrou os corpos de duas mulheres em decomposição, depois identificadas como Izabela Lewicka e Suzette Trouten, em dois tambores com produtos químicos.
Do outro lado de Missouri, outros membros da força-tarefa, buscando uma instalação de armazenamento, onde Robinson alugava duas garagens, encontraram três tambores com produtos químicos similares, contendo cadáveres identificados como: Beverly Bonner, e Sheila e Debbie Fé. Todas as cinco mulheres foram mortas da mesma forma, por um ou mais golpes na cabeça, com um martelo ou outro instrumento contundente. Os restos dos outros corpos nunca foram encontrados. Robinson permanece atualmente no corredor da morte, no “El Dorado Correctional Facility”, em Kansas, e pode se tornar o primeiro condenado a ser executado por injeção letal nesse estado.

## Na cultura popular
Em 2001, um livro sobre ele e suas vítimas, Internet Slave Master, foi lançado, relatando a  sua vida até o julgamento. Um segundo livro  sobre Robinson, chamado Anyone You Want Me  to Be: A True Story of Sex and Death on the  Internet, foi escrito por John Douglas e Stephen  Singular. O livro Depraved, por John Glatt, foi  lançado em 2001, principalmente detalhando a  vida das pessoas afetadas pelos crimes de Robinson.